# Basilio Fernández López

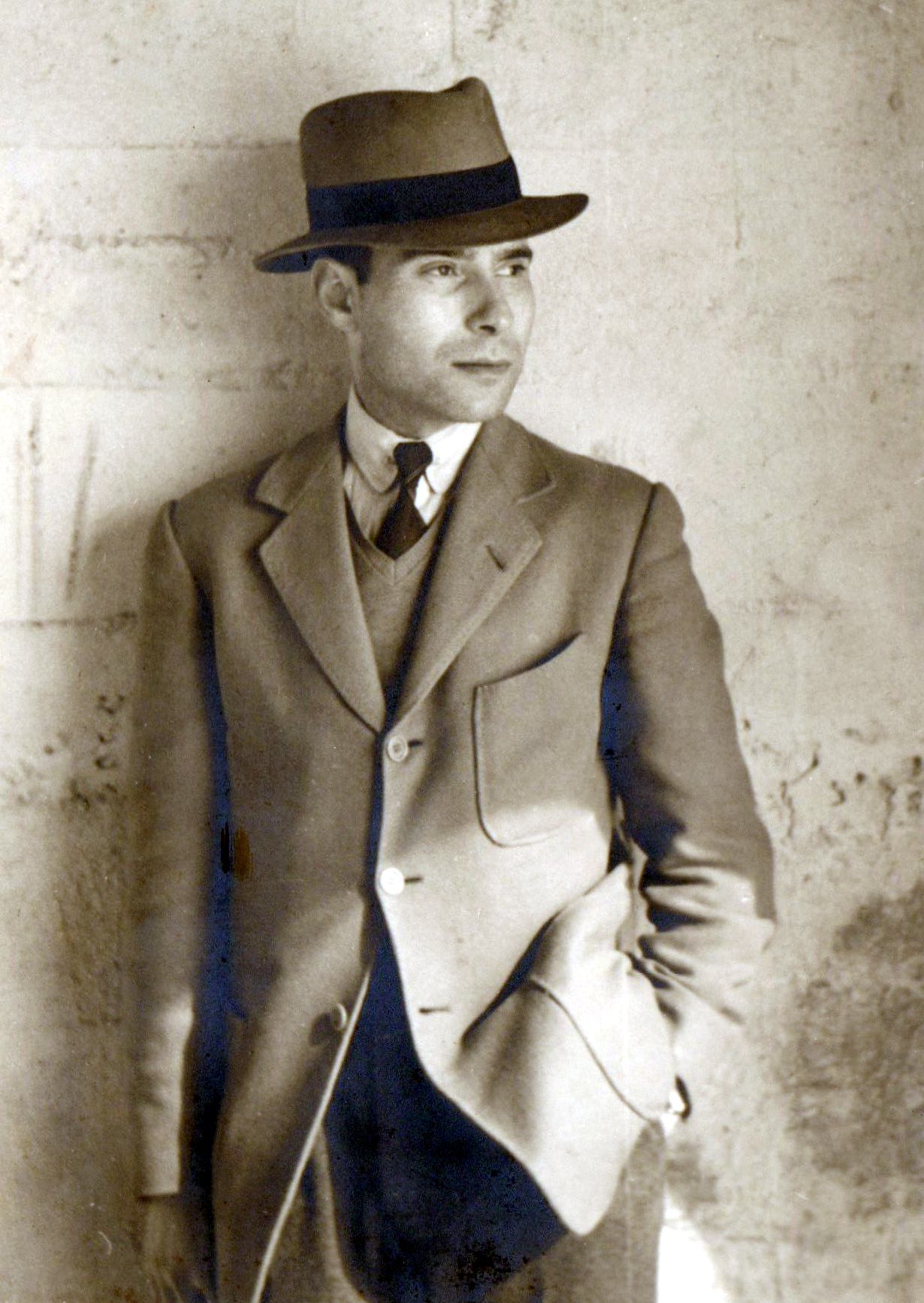
El poeta Basilio Fernández López

Basilio Fernández López, poeta español que nació en Valverdín (Cármenes, León) en 1909, y falleció en Gijón (Asturias) en 1987. Publicó en vida tan solo cinco poemas, todos ellos en su época juvenil. Dedicado a ocupaciones comerciales, mantuvo en secreto su obra literaria, que se dio a conocer póstumamente, en 1991. Fue galardonada en 1992 con el Premio Nacional de Literatura, en la especialidad de Poesía, del Ministerio de Cultura. Era la primera vez que se otorgaba a un autor ya fallecido.

## Biografía
Basilio Fernández nació el 28 de julio de 1909 en Valverdín, una aldea del municipio de Cármenes (León). Su padre, que se había dedicado a los negocios de arriería, residía ya en esa época en Gijón, donde tenía un almacén de vinos y coloniales. Era el menor de cinco hermanos varones, de uno de los cuales se conserva también obra literaria.
Estudió en la Escuela de Comercio, la Academia Jovellanos y después en el Instituto Jovellanos. Fue allí compañero y amigo del también poeta Luis Álvarez Piñer y discípulo de Gerardo Diego. A través de él entró en contacto con los nuevos movimientos poéticos y con los autores de la Generación del 27.
Estudió Derecho primero en Oviedo (1926-29) y después en Madrid (1929-30). En Oviedo entabló amistad con Gonzalo Torrente Ballester, compañero suyo de estudios. En Madrid mantuvo también alguna relación con los círculos de la 
Revista de Occidente.
De 1927 son los primeros poemas suyos que se conocen, escritos bajo la influencia del creacionismo, un movimiento de vanguardia promovido, inicialmente desde París, por el poeta chileno Vicente Huidobro, y al que se adhieren en España Gerardo Diego y Juan Larrea. En el número 5 de la revista literaria Carmen, dirigida por Gerardo Diego y cuyo secretario era Luis Álvarez Piñer, apareció en 1928 Nuca sola, un grupo de tres poemas que constituye su primera publicación. César González-Ruano reprodujo dos de ellos en su Antología de poetas españoles contemporáneos en lengua castellana (1946) con la siguiente nota: “En este poeta, no sabemos si perdido, se advierte la evolución del creacionismo a lo Huidobro, Larrea y Diego al clasicismo vivo y un tanto gongorino.”
En el número 6 de la revista literaria Meseta, de Valladolid, una de las más importantes de la Generación del 27, apareció también, ese mismo año, su poema “Globo”.
Viajó a Italia, a Perugia, en 1929. Allí conoció al escritor panameño Rogelio Sinán, al fotógrafo colombiano Luis B. Ramos y al escritor inglés Basil Bunting, discípulo literario y secretario, en esa época, del poeta americano Ezra Pound. 
Después de dar por terminada la carrera de Derecho, volvió a Gijón y comenzó a trabajar en el negocio familiar. En 1932 recibió una carta de Basil Bunting, que le propuso publicar algún poema. Apareció así en el suplemento literario del periódico Il Mare de Rapallo (Liguria) “Hombre erguido”, el último poema que publicó en vida. Ese mismo año o en 1933 inició una recopilación de su poesía en un cuaderno titulado Solitude, optional april, en que trabajó con continuidad hasta 1937. 

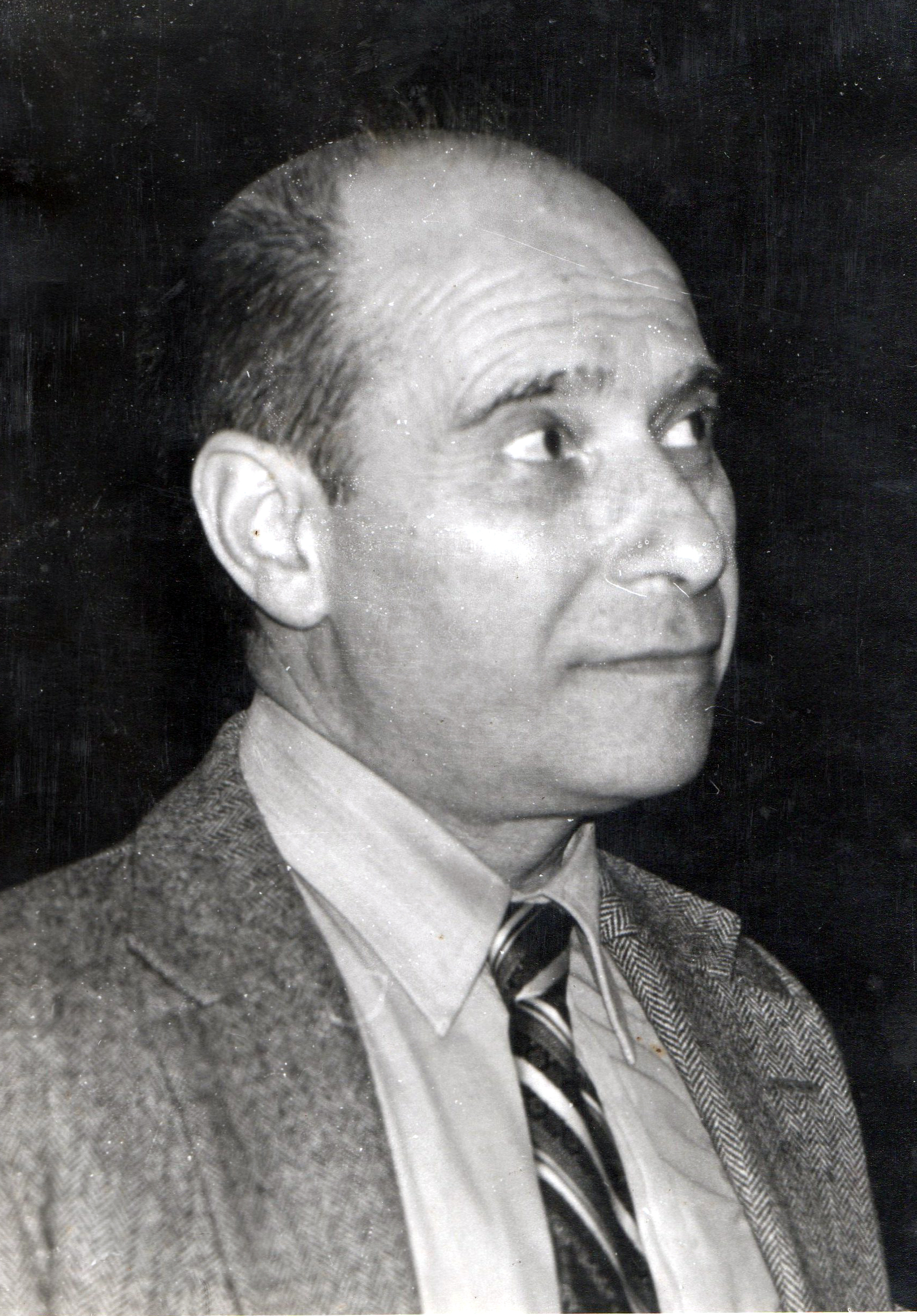
El poeta Basilio Fernández López

Fue incorporado en Asturias al ejército de la República al producirse la rebelión militar en 1936. En la batalla de Santander se entregó, al parecer voluntariamente. Rehabilitado, se incorporó al ejército de Franco con el grado de alférez provisional y finalizó la guerra en Cataluña.
Durante los primeros años de posguerra alternó las estancias en Gijón y en Barcelona, donde trabajaba como representante comercial de alimentación. En 1949, al morir su padre, se hace cargo del negocio familiar, en sociedad con uno de sus hermanos, y ese fue su medio de vida hasta su jubilación. 
Su obra de los años 40 y 50 es más abundante, pero se conserva de forma bastante dispersa, en forma de borradores y poemas sueltos. Los únicos contactos suyos que se conocen con medios literarios después de la Guerra Civil son los encuentros y la correspondencia, muy esporádica, con Gerardo Diego, y algún contacto epistolar, a partir de 1974 con Gonzalo Torrente Ballester. No hay constancia de que haya mostrado sus poemas a ninguna persona. 
Entre 1964 y 1977 hay un largo período del que se conserva solo un poema. De 1977 existe un breve poemario titulado Hay un mayo cualquiera, al que sigue, al menos aparentemente, una nueva interrupción en su obra. En ese poemario hay una influencia muy significativa del poeta inglés T. S. Eliot. En esa época lee también con interés a los surrealistas franceses, a Lezama Lima, Octavio Paz y Fernando Pessoa. Le interesan mucho la música de jazz y la pintura.
A principios de los años 80, coincidiendo con la época en que cierra el negocio familiar y se jubila, se produce un notable cambio en su poesía, reflejado en los dos manuscritos que conservaba de esa época, escritos en su mayor parte en 1982-83: un cuaderno de trabajo sin título, con dibujos anotaciones y borradores de poemas, y otro cuaderno, con el título de Raudos contornos en que el silencio persevera, en que, al parecer, fue pasando a limpio borradores del cuaderno de trabajo que después eliminaba. Se trata de una poesía escrita con un tono gris y deslavazado, cuyo tema es una forma peculiar de desaliento y quiebra interior.
Falleció repentinamente, el 18 de abril de 1987. 
En 1991 se publicó póstumamente su poesía en edición de su sobrino, Emiliano Fernández Prado. En 1992 fue galardonada por el Ministerio de Cultura con el Premio Nacional de Literatura en la modalidad de Poesía. Era la primera vez que se otorgaba a un autor fallecido. En 2015 se ha publicado su poesía completa, que incluye 36 textos inéditos.

## Obra
Su Poesía completa aparece dividida en nueve secciones, que organizan una obra en su mayoría dispersa, y no siempre pueden ser considerados, por tanto, como poemarios, en sentido estricto:
- Primeros poemas. Comprende 19 poemas de carácter creacionista, entre los que figuran los cuatro primeros que publicó. Aparte de estos, todos los demás proceden del archivo particular de Gerardo Diego y fueron escritos entre 1927 y 1929.

- Cinco poemas para convalecientes. Se trata de una plaquette de cinco poemas, escritos en 1929. Son los primeros poemas de los que conservó copia y señalan una transición hacia una poesía más emotiva.

- Solitude, optional april. Comprende 31 poemas que fechó entre 1929 y 1937. A ellos se han agregado cuatro poemas de esa época que no había conservado, pero de los que poseía una copia Gerardo Diego. Recogen una obra en evolución, casi siempre en verso libre y que opta por el poema largo y discursivo.

- Canciones a María Luisa. Incluye tres sonetos y cuatro canciones de tono menor y carácter clasicista, fechados presumiblemente entre 1940 y 1943.

- “Ese celado impulso” y otros poemas. Recoge un amplio grupo de textos, en estado muy diverso, que va de los poemas acabados a largos borradores sin terminar, escritos ente 1939 y 1950. Aparece en ellos una transición, muy característica de la época, del clasicismo expresivo a un tono neorromántico y existencial.

- Mano sin rosas. Esta breve sección recoge siete poemas y dos borradores escritos entre 1957 y 1969. Corresponde a la época en que su obra se reduce, hasta casi desaparecer, e inicia, sin embargo, una nueva dirección literaria hacia la sobriedad y la melancolía.

- Hay un mayo cualquiera.Es una plaquette de cuatro poemas, fechada en 1977, en que culmina y, a la vez, se cierra esta fase de su obra, contemplativa y austera.

- Raudos contornos donde el silencio persevera (1 y 2). Recoge, por un lado, los textos pasados a limpio y, por otro, lo que queda del primitivo cuaderno de borradores (incluyendo anotaciones sueltas y algunos dibujos). Se trata de una obra inacabada en que el autor explora las posibilidades del texto continuo y emprende una muy personal revisión de su obra y de sus experiencias vitales. Es su poemario más extenso, iniciado probablemente en 1981 y se trata de la parte más original, pero también más discutida, de su obra.

- Últimos poemas. Concluye su obra con cuatro poemas y dos borradores, escritos en sus últimos años, que muestran un retorno a una técnica poética más tradicional en su obra.

### Libros
- Poemas 1927-1987, Gijón: Llibros del Pexe, 1991 (Edición literaria e introducción de Emiliano Fernández Prado; epílogo de Gonzalo Torrente Ballester)
- Poemas 1927-1987, 2ª ed., Gijón: Llibros del Pexe, 1992
- Antología poética, León: Diario de León, 2007
- Antología 1927-1987, Gijón: Trea, 2009
- Poesía completa (1927-1987), Gijón: Impronta, 2015

### Sobre Basilio Fernández
- Faustino Álvarez, Emiliano Fernández,: “Basil Bunting entre los papeles de Basilio Fernández”, en Cuadernos Hispanoamericanos n.º 546, Madrid: ICI, 1995
- Emiliano Fernández: “Presentación”, en Poesía completa (1927-1987), Gijón: Impronta, 2015
- Antonio Fernández Insuela y José Paulino Ayuso: “Correspondencia de Basilio Fernández y Gonzalo Torrente Ballester”, en La Tabla Redonda n.º 8, Vigo: Universidade de Vigo, 2010.
- Eduardo Moga: La poesía de Basilio Fernández. El esplendor y la amargura (tesis doctoral), ed. dig., Barcelona: Universitat de Barcelona, 2011.
- Gonzalo Torrente Ballester: “Basilio, recuerdo y sorpresa”, en Poemas 1927-1987 (epílogo), Gijón: Llibros del Pexe, 1991